# Torneo de la División I de Baloncesto Masculino de la NCAA de 1947
El Torneo de la División I de Baloncesto Masculino de la NCAA de 1947 fue el octavo que se celebró para determinar el Campeón de la División I de la NCAA. Llegaron 8 equipos a la fase final, disputándose el partido por el campeonato en el Madison Square Garden en Nueva York.
Los ganadores fueron el equipo del College of the Holy Cross, que derrotaron en la final a la Universaidad de Oklahoma.

## Equipos
| Equipo       | Entrenador      | Conferencia          | Puesto final         | Último rival          | Marcador |
| Este         | Este            | Este                 | Este                 | Este                  | Este     |
| ------------ | --------------- | -------------------- | -------------------- | --------------------- | -------- |
| CCNY         | Nat Holman      | MNYC                 | 4.º puesto           | Texas                 | P 54-50  |
| Holy Cross   | Doggie Julian   | Independiente        | CAMPEÓN              | Oklahoma \|\| G 58-47 |          |
| Navy         | Ben Carnevale   | Independiente        | 4.º puesto Regional  | Wisconsin             | P 50-49  |
| Wisconsin    | Bud Foster      | Big Ten              | 3.er puesto Regional | Navy                  | G 50-49  |
| Oeste        |                 |                      |                      |                       |          |
| Oklahoma     | Bruce Drake     | Big Six              | Finalista            | Holy Cross            | P 58-47  |
| Oregon State | Slats Gill      | Pacific Coast        | 3.er puesto Regional | Wyoming               | G 63-46  |
| Texas        | Jack Gray       | Southwest Conference | 3.er puesto          | CCNY                  | G 54-50  |
| Wyoming      | Everett Shelton | Skyline Conference   | 4.º puesto Regional  | Oregon State          | P 63-46  |

## Fase final
* – Denota partido con prórroga.
|  | Cuartos de final | Cuartos de final |          |            | Semifinales | Semifinales |      |              | Final        | Final |  |
|  |                  |                  |          |            |             |             |      |              |              |       |  |
|  |                  |                  |          |            |             |             |      |              |              |       |  |
|  | Holy Cross       | 55               |          |            |             |             |      |              |              |       |  |
|  | Holy Cross       | 55               |          |            |             |             |      |              |              |       |  |
|  | Navy             | 47               |          |            |             |             |      |              |              |       |  |
|  | Navy             | 47               |          | Holy Cross | 60          |             |      |              |              |       |  |
|  |                  |                  |          | Holy Cross | 60          |             |      |              |              |       |  |
|  |                  |                  | CCNY     | 45         |             |             |      |              |              |       |  |
|  | CCNY             | 70               | CCNY     | 45         |             |             |      |              |              |       |  |
|  | CCNY             | 70               |          |            |             |             |      |              |              |       |  |
|  | Wisconsin        | 56               |          |            |             |             |      |              |              |       |  |
|  | Wisconsin        | 56               |          |            |             |             |      | Holy Cross   | 58           |       |  |
|  |                  |                  |          |            |             |             |      | Holy Cross   | 58           |       |  |
|  |                  |                  | Oklahoma | 47         |             |             |      |              |              |       |  |
|  | Texas            | 42               | Oklahoma | 47         |             |             |      |              |              |       |  |
|  | Texas            | 42               |          |            |             |             |      |              |              |       |  |
|  | Wyoming          | 40               |          |            |             |             |      |              |              |       |  |
|  | Wyoming          | 40               |          | Texas      | 54          |             |      | Tercer lugar | Tercer lugar |       |  |
|  |                  |                  |          | Texas      | 54          |             |      | Tercer lugar | Tercer lugar |       |  |
|  |                  |                  | Oklahoma | 55         |             |             |      |              |              |       |  |
|  | Oklahoma         | 56               | Oklahoma | 55         |             |             | CCNY | 50           |              |       |  |
|  | Oklahoma         | 56               |          |            |             |             | CCNY | 50           |              |       |  |
|  | Oregon State     | 54               |          |            |             |             |      |              | Texas        | 54    |  |
|  | Oregon State     | 54               |          |            |             |             |      |              | Texas        | 54    |  |
|  |                  |                  |          |            |             |             |      |              |              |       |  |

### 3.erpuesto Regional
|  | 3.er puesto East Regional |           |    |  |
|  |                           |           |    |  |
|  | Navy                      | Navy      | 49 |  |
|  | Navy                      | Navy      | 49 |  |
|  | Wisconsin                 | Wisconsin | 50 |  |
|  | Wisconsin                 | Wisconsin | 50 |  |

|  | 3.er puesto West Regional |           |    |  |
|  |                           |           |    |  |
|  | Wyoming                   | Wyoming   | 46 |  |
|  | Wyoming                   | Wyoming   | 46 |  |
|  | Oregon St                 | Oregon St | 63 |  |
|  | Oregon St                 | Oregon St | 63 |  |

## Final
| 25 de marzo de 1947 | Holy Cross Crusaders          | 58–47       | Oklahoma Sooners              | |  |
|                     | Parciales: 28-31, 30-16       |             |                               | |  |
|                     | Estadísticas George Kaftan 18 | Reporte Pts | Estadísticas 22 Gerald Tucker | Pabellón: Madison Square Garden, Nueva York Asistencia: 18.445 espectadores Árbitros: Hagan Anderson, Pat Kennedy |  |

| Campeón de la NCAA 1947          |
| -------------------------------- |
| Holy Cross Crusaders 1.er título |